# Férfi 4 × 10 km-es sífutóváltó az 1992. évi téli olimpiai játékokon
Az 1992. évi téli olimpiai játékokon a sífutás férfi 4 × 10 km-es váltó versenyszámát február 18-án rendezték Les Saisies-ben. Az aranyérmet a norvég csapat nyerte meg. A versenyszámban nem vett részt magyar csapat.

## Végeredmény
Az időeredmények másodpercben értendők.
| Helyezés | Csapat | Idő                                       |
| -------- | --- | ----------------------------------------- |
| Arany    | Norvégia (NOR) · Terje Langli · Vegard Ulvang · Kristen Skjeldal · Bjørn Dæhlie                                                       | 1:39:26,0 25:25,6 24:35,3 25:17,9 24:07,2 |
| Ezüst    | Olaszország (ITA) · Giuseppe Puliè · Marco Albarello · Giorgio Vanzetta · Silvio Fauner                                               | 1:40:52,7 26:01,8 25:01,4 24:41,2 25:08,3 |
| Bronz    | Finnország (FIN) · Mika Kuusisto · Harri Kirvesniemi · Jari Räsänen · Jari Isometsä                                                   | 1:41:22,9 25:25,9 25:01,4 26:06,1 24:49,5 |
| 4.       | Svédország (SWE) · Jan Ottosson · Christer Majbäck · Henrik Forsberg · Torgny Mogren                                                  | 1:41:23,1 25:24,9 26:06,1 25:23,6 24:28,5 |
| 5.       | Egyesített Csapat (EUN) · Andrej Kirillov · Vlagyimir Szmirnov · Mihail Botvinov · Alekszej Prokurorov                                | 1:43:03,6 26:00,0 24:43,4 25:02,6 27:17,6 |
| 6.       | Németország (GER) · Holger Bauroth · Jochen Behle · Torald Rein · Johann Mühlegg                                                      | 1:43:41,7 26:31,4 25:48,2 26:42,4 24:39,7 |
| 7.       | Csehszlovákia (TCH) · Radim Nyč · Lubomír Buchta · Pavel Benc · Václav Korunka                                                        | 1:44:20,0 27:05,6 25:23,8 25:48,2 26:02,4 |
| 8.       | Franciaország (FRA) · Patrick Remy · Philippe Sanchez · Stéphane Azambre · Hervé Balland                                              | 1:44:51,1 26:39,0 26:35,6 26:15,2 25:21,3 |
| 9.       | Ausztria (AUT) · Alois Schwarz · Alois Stadlober · Alexander Marent · Andreas Ringhofer                                               | 1:45:56,6 26:33,3 25:54,1 26:21,1 27:08,1 |
| 10.      | Észtország (EST) · Andrus Veerpalu · Jaanus Teppan · Elmo Kassin · Urmas Välbe                                                        | 1:46:33,3 27:07,5 26:23,5 25:36,3 27:26,0 |
| 11.      | Kanada (CAN) · Dany Bouchard · Wayne Dustin · Yves Bilodeau · Darren Derochie                                                         | 1:47:52,0 26:54,5 27:04,4 26:55,2 26:57,9 |
| 12.      | Egyesült Államok (USA) · John Aalberg · Ben Husaby · John Bauer · Luke Bodensteiner                                                   | 1:48:15,8 26:30,7 27:39,7 27:14,8 26:50,6 |
| 13.      | Bulgária (BUL) · Ivan Szmilenov · Iszkren Plankov · Petar Zografov · Szlavcso Batinkov                                                | 1:51:28,0 27:41,5 27:57,2 28:23,2 27:26,1 |
| 14.      | Spanyolország (ESP) · Jordi Ribó · Carlos Vicente · Antonio Cascos · Juan Jesús Gutiérrez                                             | 1:52:05,3 28:01,3 28:19,5 28:58,4 26:46,1 |
| 15.      | Dél-Korea (KOR) · Park Byung-Chul · An Jin-Soo · Kim Kwang-Rae · Wi Jae-Wook                                                          | 2:01:01,4 28:09,6 29:31,2 32:44,2 30:36,4 |
| 16.      | Görögország (GRE) · Dimítriosz Curekasz · Timoleon Curekasz · Nikólaosz „Níkosz” Anasztaszíadisz · Athanásziosz „Thanászisz” Cakírisz | 2:05:46,4 32:52,7 34:16,0 30:24,8 28:12,9 |